# Grobogan (Regierungsbezirk)

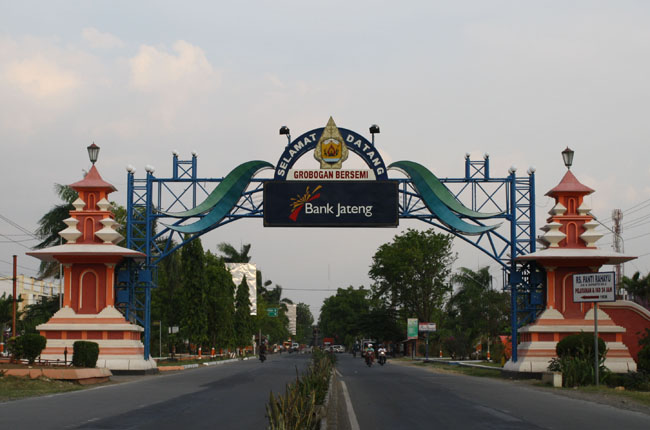
Willkommensdenkmal

Grobogan (Javanisch: ꦒꦿꦺꦴꦧꦺꦴꦒꦤ꧀) ist ein indonesischer Regierungsbezirk (Kabupaten) in der Provinz Jawa Tengah, im Zentrum der Insel Java. Mitte 2022 leben hier circa 1,5 Millionen Menschen. Hauptstadt und Regierungssitz des Verwaltungsdistrikts ist die Stadt Purwodadi, etwa 55 km südöstlich von der Provinzhauptstadt Semarang gelegen.

## Geographie
Grobogan erstreckt sich zwischen 6°55′ und 7°16′ südlicher Breite sowie zwischen 110°32′ und 111°15′ östlicher Länge. Der Bezirk grenzt im Süden an die Regierungsbezirke Boyolali und Sragen, im Südwesten an Semarang, im Nordwesten an Demak, im Norden an Pati, im Osten an Blora und schließlich im Südosten an die Provinz Ostjava (Kabupaten Ngawi).

## Verwaltungsgliederung
Administrativ unterteilt sich Grobogan in 19 Distrikte (Kecamatan), mit 280 Dörfern (davon haben 7 als Kelurahan urbanen Charakter) mit 9.096 RT (Rukun Tetangga), 1.756 RW (Rukun Warga) und 1451 Dusun.
| Code 1   | Kecamatan Distrikt | Ibu Kota Verwaltungssitz | Fläche (km²) | Einwohner Census 2010 2 | Volkszählung 2020 | Volkszählung 2020 | Volkszählung 2020 | Anzahl der | Anzahl der |
| Code 1   | Kecamatan Distrikt | Ibu Kota Verwaltungssitz | Fläche (km²) | Einwohner Census 2010 2 | Einwohner 3       | 0Dichte 40        | Sex Ratio 5       | Desa 6     | Kel. 7     |
| -------- | ------------------ | ------------------------ | ------------ | ----------------------- | ----------------- | ----------------- | ----------------- | ---------- | ---------- |
| 33.15.01 | Kedungjati         | Kedungjati               | 145,18       | 39.608                  | 43.720            | 301,1             | 100,2             | 12         | –          |
| 33.15.02 | Karangrayung       | Sumberjosari             | 144,16       | 87.457                  | 99.547            | 690,5             | 101,5             | 19         | –          |
| 33.15.03 | Penawangan         | Penawangan               | 75,17        | 57.359                  | 64.148            | 853,4             | 100,1             | 20         | –          |
| 33.15.04 | Toroh              | Sindurejo                | 126,61       | 104.301                 | 116.975           | 923,9             | 99,7              | 16         | –          |
| 33.15.05 | Geyer              | Geyer                    | 204,98       | 60.108                  | 66.164            | 322,8             | 100,6             | 13         | –          |
| 33.15.06 | Pulokulon          | Panunggalan              | 136,84       | 98.501                  | 109.192           | 798,0             | 101,9             | 13         | –          |
| 33.15.07 | Kradenan           | Kalisari                 | 111,57       | 74.026                  | 82.396            | 738,5             | 101,0             | 14         | –          |
| 33.15.08 | Gabus              | Tlogotirto               | 163,8        | 67.523                  | 74.103            | 452,4             | 101,0             | 14         | –          |
| 33.15.09 | Ngaringan          | Ngaringan                | 119,06       | 64.101                  | 70.006            | 588,0             | 103,5             | 12         | –          |
| 33.15.10 | Wirosari           | Wirosari                 | 150,91       | 83.309                  | 92.757            | 614,7             | 101,3             | 12         | 2          |
| 33.15.11 | Tawangharjo        | Pojok                    | 92,99        | 52.811                  | 58.483            | 628,9             | 102,2             | 10         | –          |
| 33.15.12 | Grobogan           | Grobogan                 | 104,28       | 71.265                  | 78.008            | 748,1             | 102,1             | 11         | 1          |
| 33.15.13 | Purwodadi          | Purwodadi                | 78,12        | 128.452                 | 139.387           | 1784,3            | 99,1              | 13         | 4          |
| 33.15.14 | Brati              | Kronggen                 | 53,65        | 44.779                  | 50.482            | 941,0             | 101,3             | 9          | –          |
| 33.15.15 | Klambu             | Klambu                   | 52,31        | 33.957                  | 38.554            | 737,0             | 102,1             | 9          | –          |
| 33.15.16 | Godong             | Godong                   | 92,86        | 76.984                  | 87.028            | 937,2             | 99,9              | 28         | –          |
| 33.15.17 | Gubug              | Gubug                    | 65,47        | 74.915                  | 83.725            | 1278,8            | 100,5             | 21         | –          |
| 33.15.18 | Tegowanu           | Tegowanu Wetan           | 54,22        | 50.730                  | 56.793            | 1047,5            | 100,4             | 18         | –          |
| 33.15.19 | Tanggungharjo000   | Tanggungharj             | 50,09        | 38.510                  | 42.058            | 839,7             | 99,9              | 9          | –          |
| 33.15    | Kab. Grobogan      | Purwodadi                | 2.022,25     | 1.308.696               | 1.453.526         | 718,8             | 100,9             | 273        | 7          |

12 Kecamatan aus dem Westen des Regierungsbezirks werden in der Semarang Metropolitan Area (Kedungsepur) zusammengefasst, zu der neben den Städten Semarang und Salatiga noch die Regierungsbezirke Demak, Kendal und Semarang gerechnet werden. 

## Demographie
Zur Volkszählung im September 2020 lebten im Kabupaten Grobogan 1.453.526 Menschen, davon 723.697 Frauen (50,44 %) und 729.829 Männer. Gegenüber dem letzten Census (2010) sank der Frauenanteil um 0,65 Prozent. 69,75 % (1.013.878) gehörten 2020 zur erwerbsfähigen Bevölkerung; 22,63 % waren Kinder (bis 14 Jahre) und 7,61 % waren im Rentenalter (ab 65 Jahren).
Mitte 2022 bekannten sich 98,98 Prozent der Einwohner zum Islam, Christen waren mit 0,93 % (10.432 ev.-luth. / 3.368 röm.-kath.) vertreten, 0,07 % waren Buddhisten und 0,01 % Hindus. Zur gleichen Zeit waren von der Gesamtbevölkerung 39,37 % ledig; 52,99 % verheiratet; 2,23 % geschieden und 5,42 % verwitwet.

### Bevölkerungsentwicklung
| SP/SUPAS (Jahr) | 1971         | 1980         | 1990         | 1995         | 2000         | 2005         | 2010         | 2015         | 2020         |
| --------------- | ------------ | ------------ | ------------ | ------------ | ------------ | ------------ | ------------ | ------------ | ------------ |
| Kab. Grobang    | 882.868      | 1.012.791    | 1.148.330    | 1.193.816    | 1.271.500    | 1.309.346    | 1.308.696    | 1.350.859    | 1.453.526    |
| Anteil in %     | 4,04 %       | 3,99 %       | 4,03 %       | 3,82 %       | 4,29 %       | 4,04 %       | 3,58 %       | 4,00 %       | 3,96 %       |
| Jawa Tengah     | .21.877.081. | .25.372.889. | .28.521.692. | .31.223.258. | .29.653.266. | .32.382.657. | .36.516.035. | .33.753.023. | .36.742.501. |

| Rang unter den 29 Kabupaten der Provinz (06/2022) | Rang unter den 29 Kabupaten der Provinz (06/2022) |
| ------------------------------------------------- | ------------------------------------------------- |
| Fläche                                            | 00002                                             |
| Einwohnerzahl                                     | 00006                                             |
| Dichte                                            | 00026                                             |

- Bevölkerungsentwicklung des Kabupaten Grobogan von 1971 bis 2020
- Ergebnisse der Volkszählungen Nr. 3 bis 8 – Sensus Penduduk (SP)
- Ergebnisse von drei intercensalen Bevölkerungsübersichten (1995, 2005, 2015) – Survei Penduduk Antar Sensus (SUPAS)[6]„“

## Geschichte
Historisch gesehen ist die Regentschaft Grobogan seit dem hinduistischen Königreich Mataram bekannt. Dieses Gebiet wurde zum Zentrum des Mataram-Königreichs mit seiner Hauptstadt in Medhang Kamulan oder Purwodadi. 

## Wirtschaft
Die Landwirtschaft und der öffentliche Sektor sind die wichtigsten Anbieter auf dem Arbeitsmarkt. Es gibt keine nennenswerte Industrie, und der Bergbausektor ist für die Wirtschaft der Regionen nach wie vor unbedeutend. Viele Personen arbeiten als Saisonarbeiter in größeren Städten wie Semarang und Jakarta als Bauarbeiter, Dreiradfahrer (tukang becak) und in anderen ungelernten Berufen. Die Zahl der Arbeitsmigranten hat erheblich zugenommen, wobei die Hauptzielländer Singapur, Malaysia, Hongkong und die Golfstaaten sind.